# Liste der Kantone im Département Vendée
Das Département Vendée liegt in der Region Pays de la Loire in Frankreich. Es untergliedert sich in drei Arrondissements mit 17 Kantonen (französisch cantons).
Siehe auch: Liste der Gemeinden im Département Vendée

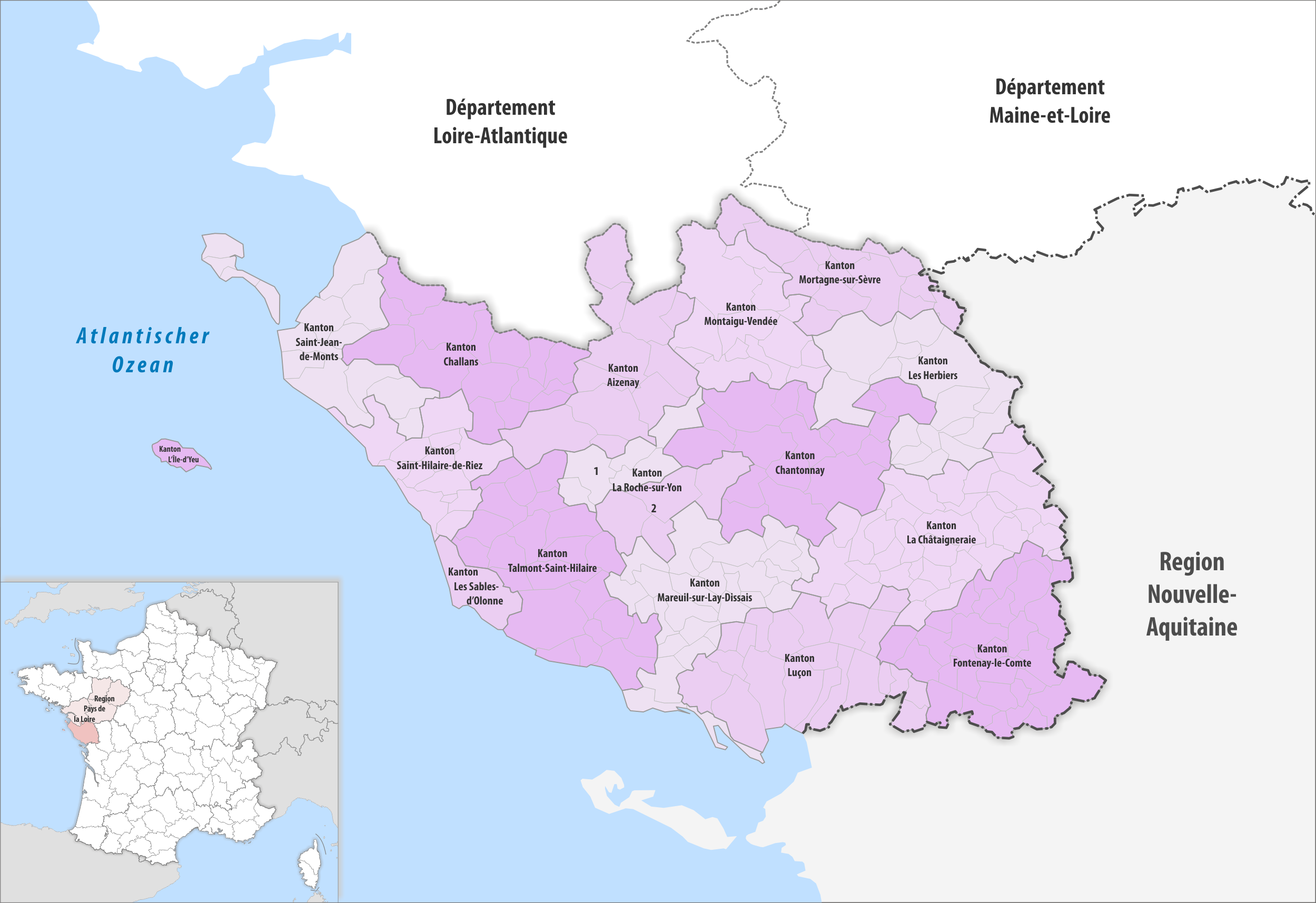
Gemeinden und Kantone im Département Vendée

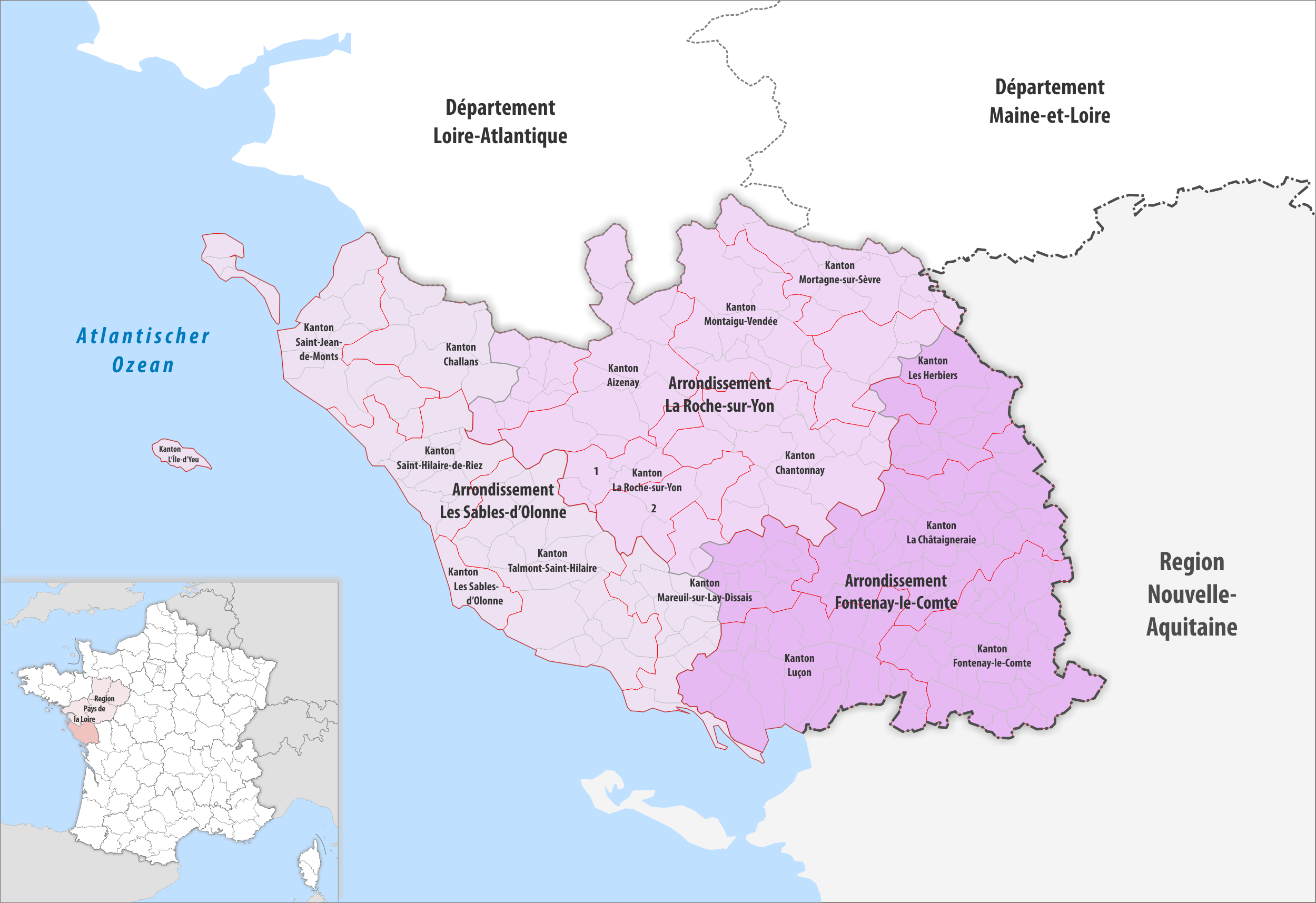
Gemeinden, Arrondissemente und Kantone im Département Vendée

| Kanton                  | Gemeinden | Einwohner 1. Januar 2022 | Fläche km² | Dichte Einw./km² | Code INSEE | Arrondissement(e)                                        |
| ----------------------- | --------- | ------------------------ | ---------- | ---------------- | ---------- | -------------------------------------------------------- |
| Aizenay                 | 11        | 49.270                   | 469,81     | 105              | 8501       | La Roche-sur-Yon                                         |
| Challans                | 15        | 51.370                   | 458,97     | 112              | 8502       | La Roche-sur-Yon, Les Sables-d’Olonne                    |
| Chantonnay              | 18        | 44.741                   | 581,83     | 77               | 8503       | Fontenay-le-Comte, La Roche-sur-Yon                      |
| La Châtaigneraie        | 34        | 31.365                   | 666,25     | 47               | 8504       | Fontenay-le-Comte                                        |
| Fontenay-le-Comte       | 28        | 43.727                   | 561,88     | 78               | 8505       | Fontenay-le-Comte                                        |
| Les Herbiers            | 14        | 45.046                   | 472,01     | 95               | 8506       | Fontenay-le-Comte, La Roche-sur-Yon                      |
| L’Île-d’Yeu             | 1         | 4.887                    | 23,32      | 210              | 8507       | Les Sables-d’Olonne                                      |
| Luçon                   | 21        | 32.450                   | 573,19     | 57               | 8508       | Fontenay-le-Comte                                        |
| Mareuil-sur-Lay-Dissais | 26        | 34.612                   | 504,55     | 69               | 8509       | Fontenay-le-Comte, La Roche-sur-Yon, Les Sables-d’Olonne |
| Montaigu-Vendée         | 13        | 48.377                   | 406,55     | 119              | 8510       | La Roche-sur-Yon                                         |
| Mortagne-sur-Sèvre      | 14        | 40.314                   | 321,16     | 126              | 8511       | La Roche-sur-Yon                                         |
| La Roche-sur-Yon-1      | 4 1⁄2     | 42.762                   | 150,95     | 283              | 8512       | La Roche-sur-Yon                                         |
| La Roche-sur-Yon-2      | 3 1⁄2     | 42.777                   | 178,66     | 239              | 8513       | La Roche-sur-Yon                                         |
| Les Sables-d’Olonne     | 1         | 48.740                   | 85,66      | 569              | 8514       | Les Sables-d’Olonne                                      |
| Saint-Hilaire-de-Riez   | 13        | 50.997                   | 277,62     | 184              | 8515       | Les Sables-d’Olonne                                      |
| Saint-Jean-de-Monts     | 14        | 42.524                   | 392,70     | 108              | 8516       | Les Sables-d’Olonne                                      |
| Talmont-Saint-Hilaire   | 22        | 52.384                   | 594,48     | 88               | 8517       | Les Sables-d’Olonne                                      |
| Département Vendée      | 253       | 706.343                  | 6.719,59   | 105              | 85         | –                                                        |

## Liste ehemaliger Kantone
Bis zum Neuzuschnitt der französischen Kantone im März 2015 war das Département Vendée wie folgt in 31 Kantone unterteilt:
| Arrondissement      | Kantone |
| ------------------- | --- |
| Fontenay-le-Comte   | Chaillé-les-Marais, La Châtaigneraie, Fontenay-le-Comte, L’Hermenault, Luçon, Maillezais, Pouzauges, Sainte-Hermine, Saint-Hilaire-des-Loges                                              |
| La Roche-sur-Yon    | Chantonnay, Les Essarts, Les Herbiers, Mareuil-sur-Lay-Dissais, Montaigu, Mortagne-sur-Sèvre, Le Poiré-sur-Vie, La Roche-sur-Yon-Nord, La Roche-sur-Yon-Sud, Rocheservière, Saint-Fulgent |
| Les Sables-d’Olonne | Beauvoir-sur-Mer, Challans, L’Île-d’Yeu, La Mothe-Achard, Moutiers-les-Mauxfaits, Noirmoutier-en-l’Île, Palluau, Les Sables-d’Olonne, Saint-Gilles-Croix-de-Vie, Saint-Jean-de-Monts      |